# Sede de la Embajada de Italia en España
La sede de la Embajada de Italia en España alberga las dependencias de la Embajada de Italia en España así como la residencia del embajador. Se encuentra en el antiguo palacio de los marqueses de Amboage en el número 98 de calle de Lagasca del barrio de Salamanca de Madrid. Fue construido entre 1914 y 1917 por el arquitecto Joaquín Rojí. Ocupa toda una manzana entre las calles Juan Bravo, Padilla, Velázquez y Lagasca.

## Sedes

### Palacio de Abrantes
El Palacio de Abrantes es un edificio palaciego del siglo XVII situado en el número 86 de la Calle Mayor de Madrid, dentro del Madrid de los Austrias. Desde 1888 a 1939 fue la sede de la Embajada de Italia en España. Actualmente es la sede del Istituto Italiano di Cultura en Madrid.

### Sede actual: Palacio de Amboage
En 1939 se traslada la Embajada de Italia a estas dependencias.
Ramón Plá y Monge, indiano enriquecido y I marqués del título pontificio de Amboage, se instaló en Madrid en 1860, donde contrajo matrimonio, en segundas nupcias, con doña Faustina Peñalver y Fauste. Su hijo, Fernando Plá y Peñalver, diputado a Cortes y heredero de su capital y su título y su esposa Sofía Ruiz Pelayo, vizcondesa de Huerta, mandaron edificar el palacio de Amboage en la segunda década del siglo XX. El arquitecto Joaquín Rojí inició los trabajos para los Amboage sobre un solar de 8000 metros cuadrados del Ensanche de Madrid, proyectando la casa de cocheras y caballerizas en 1912.
El palacete obtuvo el primer premio concedido por el Ayuntamiento de Madrid a las mejores «casas construidas de 1918» en la sección de «hoteles particulares». La revista justifica el galardón de la siguiente forma:

Formando edificio aislado en el interior de un artístico y bien trazado jardín, en el que se han dispuesto, con separación del recinto destinado a los dueños, amplias dependencias de garajes, caballerizas, porterías, etc., tiene una planta sensiblemente rectangular con salientes para pórticos, serres, escalinatas, etc., que dan movimiento a sus alzados. La composición de éstos se ha sometido, en general, al estilo francés de los Luises, dentro de un conjunto de líneas que dan a las fachadas grandeza y suntuosidad. Llaman la atención, al entrar ya en el interior, la magnificencia de los salones que forman la planta baja, la elegante traza de la escalera principal que comunica con el hall del primer piso, decorado con arreglo al llamado estilo español (siglo XVII); lo bien dispuesto de las habitaciones privadas y de servicio, y el gran número de detalles de confort que enriquecen el palacio.

## Colección de arte
Los interiores del palacio albergan una amplia colección de obras de arte, que en su gran mayoría proceden del Patrimonio del Estado italiano, si bien, hay algunas obras españolas.
El cronista del diario El Imparcial Eugenio Rodríguez Ruiz de la Escalera, Monte - Cristo, describió la decoración del interior aprovechando una recepción celebrada en la Epifanía de 1922.

## Galería

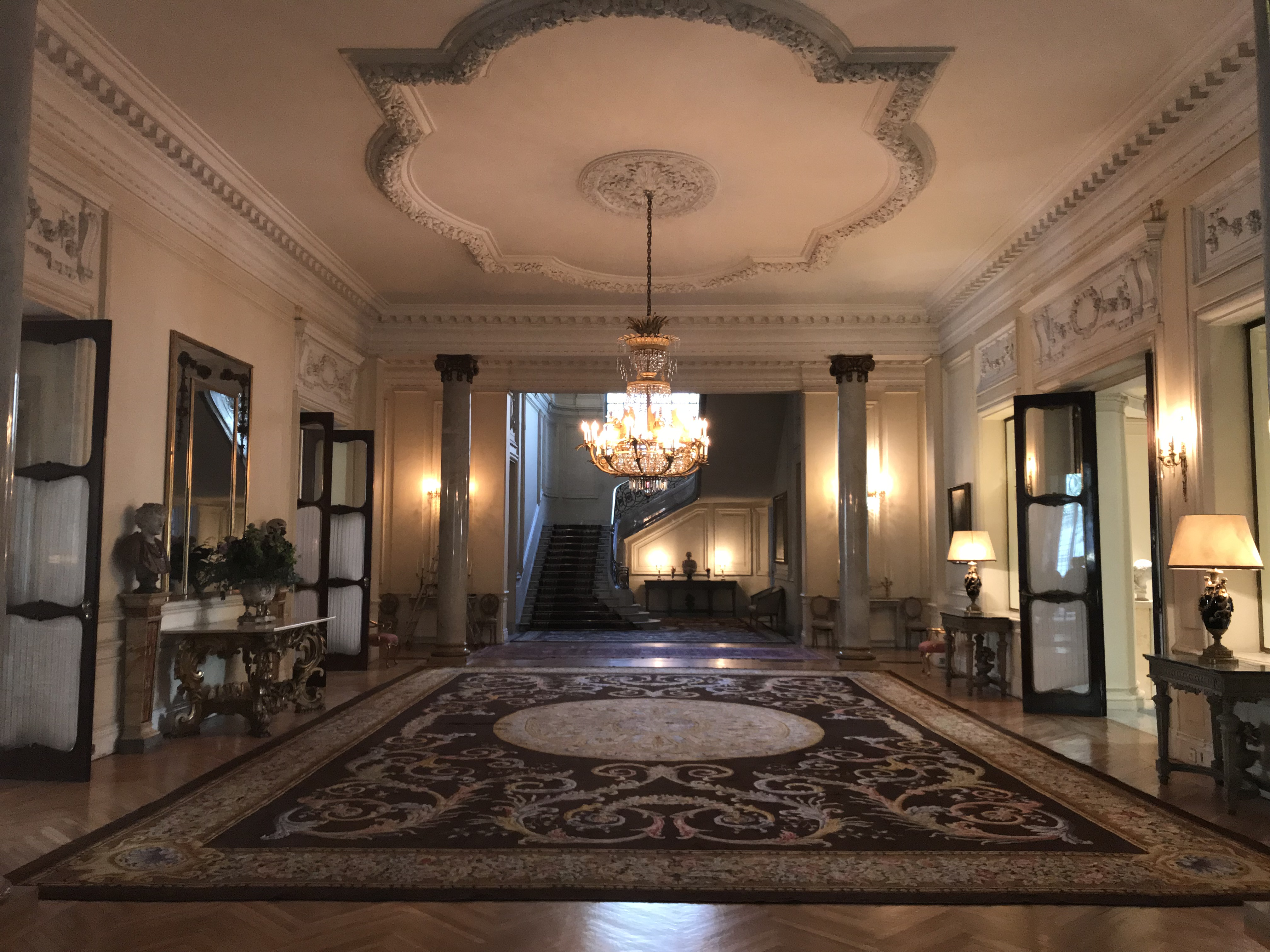
Interior de la Embajada
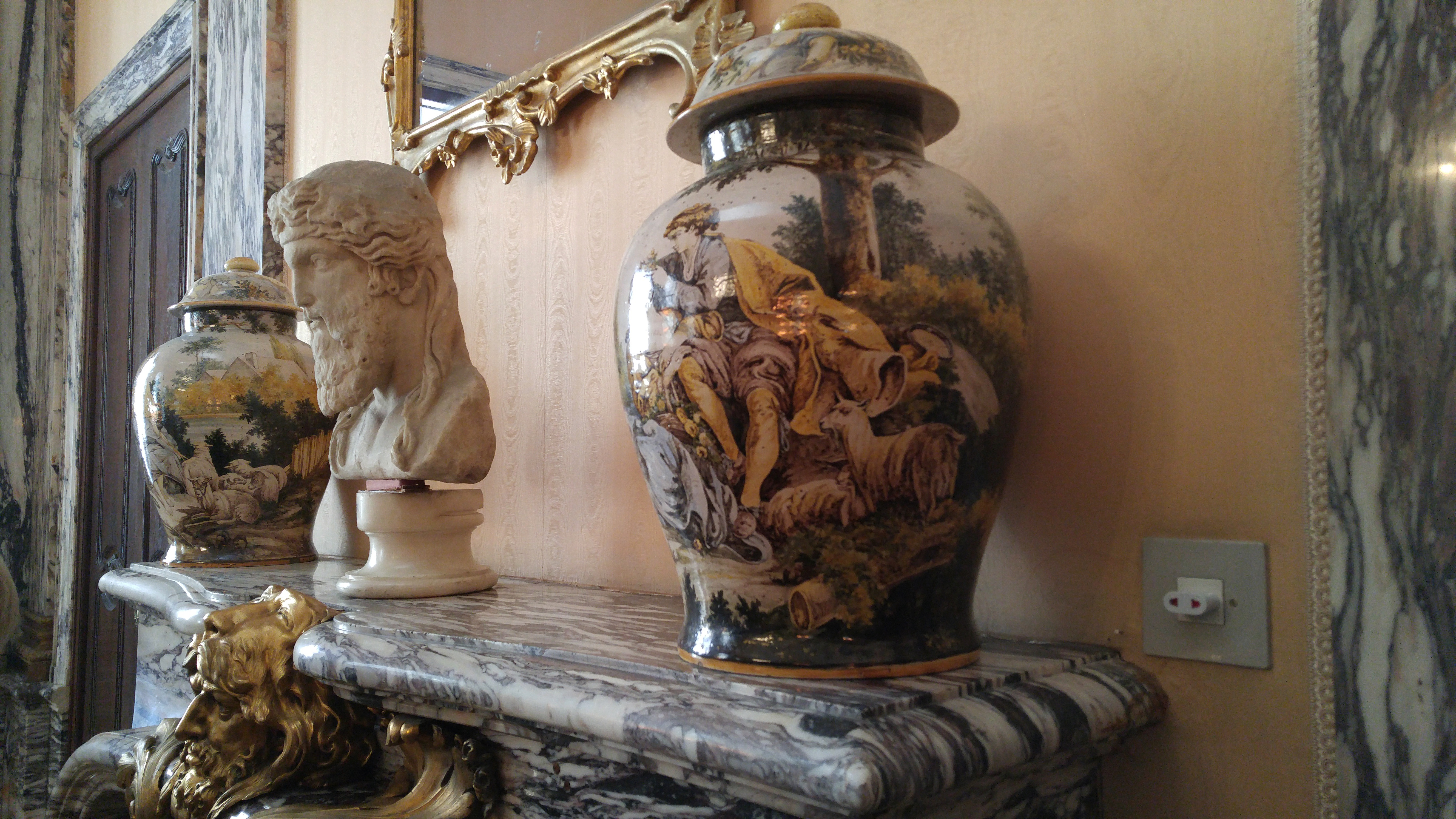
Detalle de Jarrones en el interior
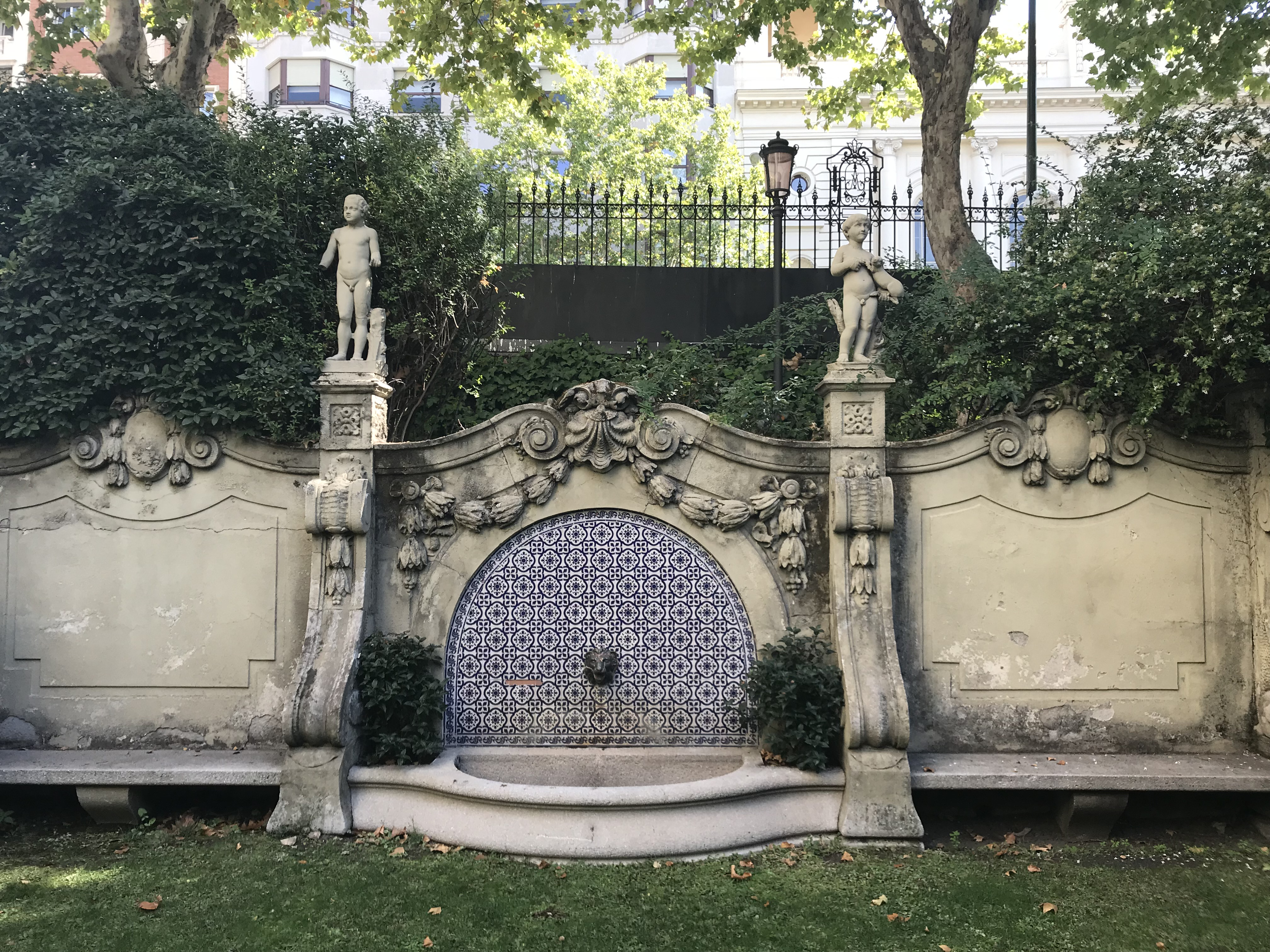
Fuente en el jardín de la Embajada
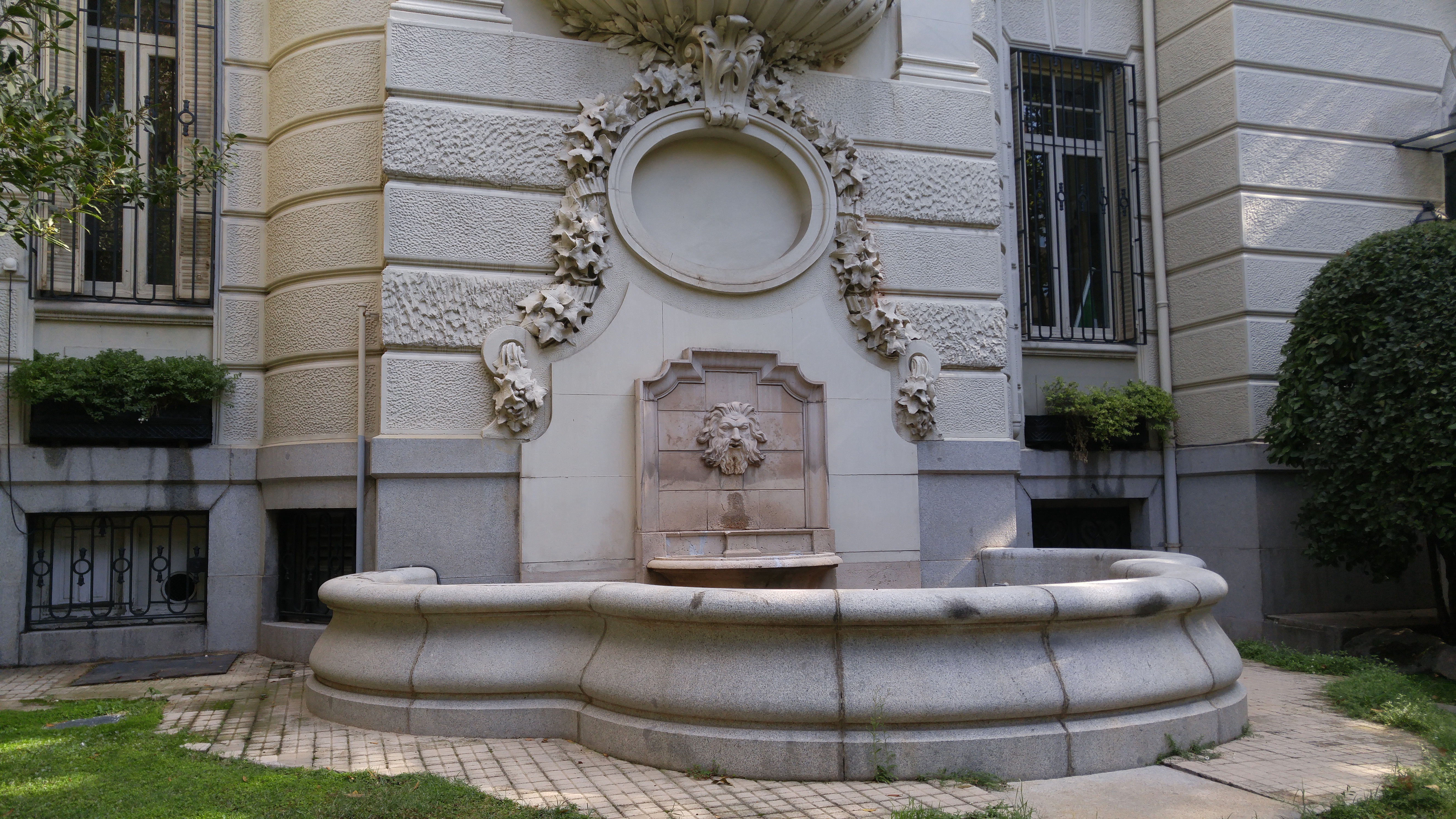
Fuente en el jardín de la Embajada